# Ситек, Эдвард

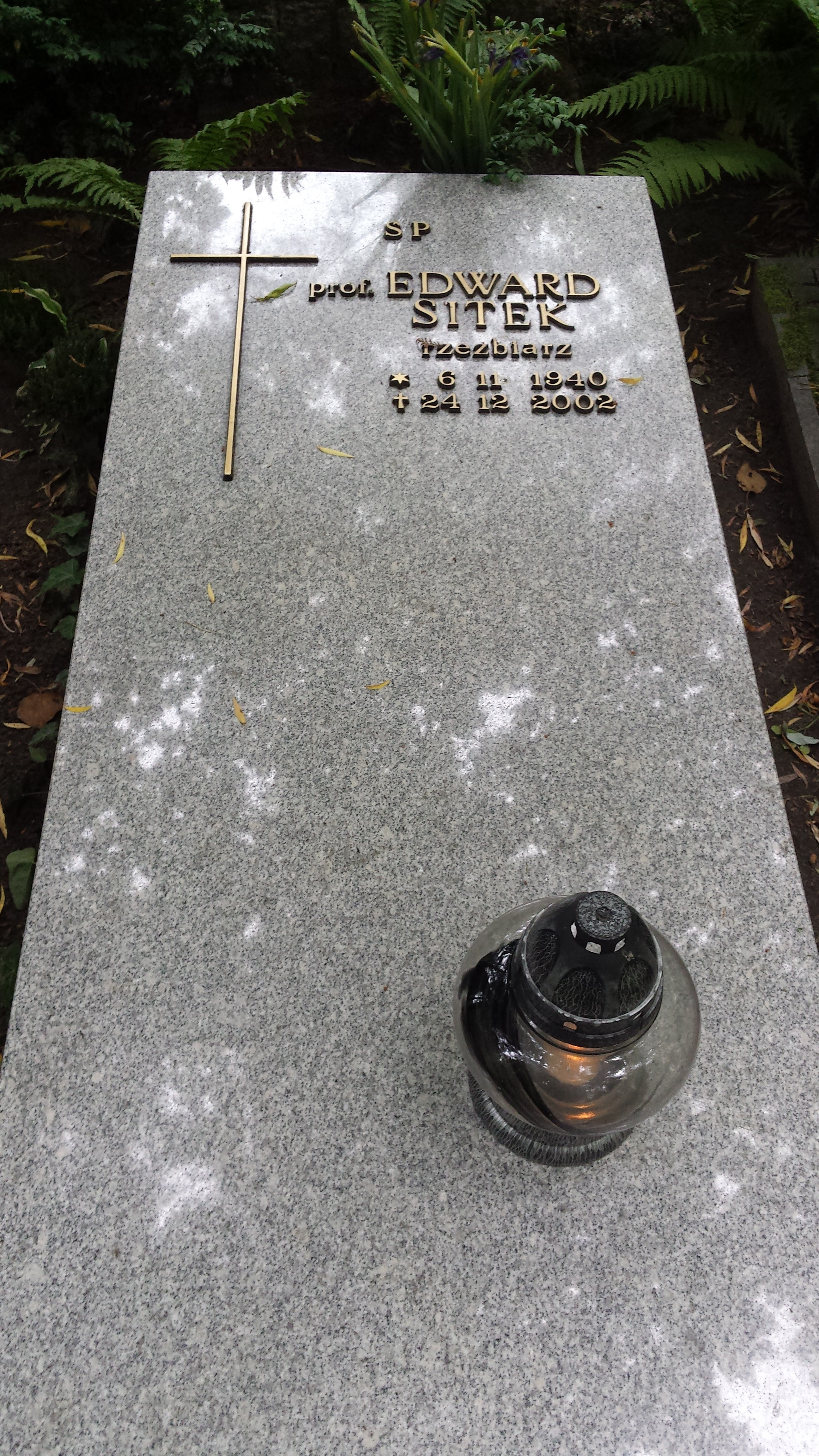
Могила Эдварда Ситека

Эдвард Ситек (пол. Edward Sitek; 6 ноября 1940, Попелов ― 24 декабря 2002, Гданьск) — польский скульптор, профессор. Отец Дариуша Ситека (род. 1966), скульптора и преподавателя Академии изящных искусств в Гданьске.

## Биография
Родился 6 ноября 1940 года в Попелове (ныне район Рыбника).
В 1960 году окончил Государственную среднюю художественную школу в Закопане и учился в Государственной высшей школе изящных искусств в Гданьске (с 1996 года: Академия изящных искусств в Гданьске), которое окончил в 1965 году. Учился в мастерской профессора Альфред Вишневский.
Был членом Польской объединённой рабочей партии (ПОРП).
В 1966 году стал преподавателем Государственной высшей школе изящных искусств и работал здесь до 2002 года. С 1990 года избран профессором Академии изящных искусств в Гданьске, где руководил Скульптурной мастерской и возглавлял кафедру скульптуры и рисунка.
С 1987 по 1990 год был проректором Государственной высшей школы изящных искусств, а с 1996 по 1999 год ― деканом факультета скульптуры.
Среди учеников Эдварда Ситека были: Катажина Юзефович, Малгожата Кренцка-Розенкранц, Рышард Литвинюк, Гражина Томашевска-Собко, Малгожата Росиньска, Павел Рыбчинский, Войцех Сенчава, Збигнев Васиэль.
Умер 24 декабря 2002 года в Гданьске. Похоронен на Сребжиском кладбище в Гданьске.

## Выставки
- 1971/1973/1977 ― «Группа пяти», Гданьск, Варшава, Сопот
- 1977 ― Выставка скульптур, Люблин.
- 1980 ― Выставка скульптур, Сопот.
- 1989 ― Малые скульптурные формы, Галерея «Фешек», Будапешт, Венгрия.
- 1993 ― Выставка скульптур, Галерея «Мада», Карлруэ, Германия.
- 1994 ― Скульптурные картины, Галерея «Фос», Гданьск.
- 1997 ― Выставка скульптур, Галерея «Киерат», Щецин.
- 2000 ― Выставка скульптур, Галерея «Refectarz», Картузы.
- 2003 ― Посмертная выставка скульптур Эдуарда Ситека, Центр польской скульптуры в Ороньско, Галерея «Часовня».
- 2016 ― Скульптура в степени 3: Славой Островский, Станислав Радванский, Эдвард Ситек, Национальная художественная галерея, Сопот[3]

## Награды
- 1971 ― 1-е место в конкурсе на статую Юзефа Выбицкого, Косцежина.
- 1971 ― 2-е место в конкурсе на статую Джозефа Конрада, Гдыня.
- 1977 ― Медаль за серию работ, II Биеннале гданьского искусства, Гданьск.
- 1978 ―  Золотая медаль, II Биеннале малых скульптурных форм, Познань.
- 1985/1986 ― Серебряные медали, Зимний салон скульптур, Галерея ZAR, Варшава.
- 1986 ―  Золотая медаль, 1-я Международная триеннале портретной скульптуры, Сопот.
- 1987 ―  Гран-при, 7-я Международная биеннале малых скульптурных форм, Будапешт, Венгрия.
- 1997 ―  Гран-при, Весенний салон скульптур, Галерея ZAR, Варшава.
- 1998 ―  Гран-при, Европейские встречи малых скульптурных форм, Копенгаген.

## Публикации
- Edward Sitek: Wojciech Sęczawa, Dariusz Sitek, Zbigniew Wąsiel. Forma i Czas. Rzeźba, katalog wystawy w Małej Galerii, (Gdańsk) sierpień-wrzesień 1999 ISBN 83-912204-0-0